# Boimondau
Boimondau (acronyme de BOItiers de MONtres du DAUphiné) était une communauté de travail spécialisée dans la fabrication de boîtiers de montres située à Valence (Drôme).

## Historique
Née à l'initiative de Marcel Barbu, elle a suivi différentes étapes :
- Début 1941 : Marcel Barbu crée une entreprise à son nom.
- En 1942 les embauches font passer les effectifs de 46 en février à 70 en juin puis 91 en novembre.
- 1944 : l'entreprise est remise à la communauté de travail Marcel Barbu.
- 1944 - 1945 : Marcel Barbu est déporté. L'intérim est assuré par Marcel Mermoz.
- 1945 : Retour de Marcel Barbu. Pendant que Marcel Mermoz assure la direction de la communauté, Marcel Barbu veut développer les communautés de travail. Il se lance dans la politique, devient député de la Drôme, propose des textes de loi pour faire reconnaître les communautés de travail. Ses textes ne sont pas votés.
- 1946 : La reprise de la communauté devient difficile, les compagnons préfèrent la conduite de Marcel Mermoz. En juillet, Marcel Barbu quitte la communauté (sous certaines conditions) et crée la Cité Donguy - Hermann à Valence.
- 1947 : C'est cette année que la communauté prend officiellement le nom de BOIMONDAU (ce nom a été utilisé la première fois par Économie et humanisme)
- 1948 : BMD devient une SCOP. L'effectif total de l'usine atteint 166 personnes.
- 1951 : Marcel Mermoz quitte la communauté.
- 1971 : Fin de l'expérience communautaire Boimondau.

## Les origines

### Installation de Marcel Barbu à Valence
La Communauté de travail Boimondau est née de la volonté d’un homme, Marcel Barbu. Apprenti-bijoutier  chez Person en région parisienne puis petit artisan bijoutier à Saint-leu-la-Forêt (Val d'Oise) et monteur de boîtiers de montres, celui-ci s’est vite senti en opposition face à la lutte des classes et à ses patrons. L’idée d’une communauté, où le travailleur possède son outil de travail, germe alors.
Après avoir créé une usine de fabrication de boîtiers de montres à Besançon grâce à Fred Lippman, le fils de l'industriel horloger (créateur des montres Lip), qui met des machines à sa disposition, en 1941, Marcel Barbu s’installe à Valence pour fabriquer des boîtiers de montres. Il achète une ancienne vinaigrerie au 41 rue Montplaisir à Valence. 
Il déclare la « Société Marcel Barbu : Boitiers de Montres du Dauphiné » au Registre du commerce de Romans le 26 mars 1941. Il récupère quelques machines de son entreprise de Besançon pour commencer la production avec sa femme Pierrette et quelques ouvriers. Durant cette période, Marcel Barbu assure seul le support juridique de cette entreprise tout en lançant ses idées communautaires. Il favorise les discussions avec ses employés afin d’aboutir à la création d’une communauté de travail.
Il institue très vite les réunions de fin de semaine, les assemblées de contact où au début il est seul à parler. Certains se méfient de ce patron paternaliste et ses liens avec les Compagnons de France ne sont pas appréciés de tous. Mais à force de persuasion, les employés commencent à croire à ses idées et les discussions s’animent, le fondement de la Communauté se met en place.

### Le refus de la collaboration
En juin 1942, Marcel Barbu refuse de donner les listes de ses compagnons aux autorités pour la Relève ce qui va engendrer son arrestation le 30 octobre 1942. Il est conduit à Fort Barraux (Isère) puis à la prison Saint-Sulpice (Tarn). Pendant sa captivité, il théorise ses idées et rencontre Marcel Mermoz, détenu bibliothécaire. Ils s’entendent tout de suite et ils ont de longues discussions autour d’idées communautaires et de leurs mises en application. Marcel Barbu sera libéré le 23 décembre 1942 en tant que chef d’entreprise et père de famille nombreuse et en tant que Compagnon de France.

### Le maquis
Dès sa libération, Marcel Barbu a conscience du danger, et les compagnons se replient à Combovin. Ils s’installent à la ferme de Mourras pour exploiter les terres et les bois. La Communauté décide collectivement de refuser le Service du travail obligatoire (STO). Vingt-cinq jeunes réfractaires au STO prennent le maquis à Mourras et commencent à produire clandestinement. La Communauté entre en résistance et prend en charge une école de cadres de l’armée secrète. Parallèlement, Marcel Barbu parvient, grâce à ses relations, à faire libérer Marcel Mermoz. Ce dernier se rend à la ferme de Mourras et prend la tête du service agricole le 1er avril 1943. 
C’est dans la clandestinité que la Communauté s’est vraiment organisée. Des groupes se constituent autour des tâches de ravitaillement, agriculture, cuisine, santé… Les compagnons rédigent le futur règlement intérieur de la Communauté, la Règle. L’année 1943 est une mise à l’essai de la vie communautaire, le 1er janvier 1944 les compagnons fondent officiellement la « Communauté de travail Marcel Barbu ».
En mars 1944, les Allemands attaquent la ferme de Mourras, pillent l’usine de Valence et incendient la maison de Marcel Barbu. Le 14 avril, Marcel Barbu, alors à Paris, est arrêté et transféré à Buchenwald. 
La communauté paie cher son engagement dans la Résistance, trois de ses membres y laissent leur vie, Charles Hermann, Simone et Jean Donguy.
La Drôme est libérée en septembre 1944. La situation matérielle de la communauté est difficile. La ferme a été incendiée, l’usine pillée… Marcel Mermoz prend alors la direction, Marcel Barbu étant toujours interné. Il améliore la situation de la communauté et la sortie de guerre permet d’envisager l’avenir avec optimisme.
Barbu revient de camp en mai 1945 après quatorze mois de captivité. Il est accueilli avec enthousiasme par les compagnons.

### La rupture entre Marcel Barbu et les compagnons
Affaibli, Marcel Barbu se repose avant de reprendre ses activités à la Communauté.
Durant son internement, il a réfléchi sur le rayonnement des idées communautaires et les élections pour la première Assemblée Nationale Constituante vont lui permettre de les exposer au plus grand nombre. Il se présente alors aux côtés de Paul Deval, maire de Romans. Le 21 octobre 1945, Paul Deval est élu et démissionne quelques mois plus tard au profit de Marcel Barbu, qui dépose trois propositions de loi. La première vise à instituer un nouveau type de société, à faire reconnaître la personnalité juridique de la communauté, à la fois culturelle et sociale. Elle pose des conditions pour que la société puisse prétendre au titre de communauté : possession des moyens de production par la communauté, élections des responsables, prise des décisions à l’unanimité, alternance des travaux (contre-effort), morale minimum commune… Elle organise les responsabilités de ses membres, l’utilisation des ressources, la répartition des fruits du travail, les modalités de création et les rapports entre les différentes organisations communautaires. 
Un Conseil National Communautaire doit être chargé de promouvoir, de contrôler et de faciliter l’application de la loi sur les communautés de travail. Une École Nationale de Cadres Communautaires doit former les futurs chefs de communauté ainsi que ses cadres. Elle doit participer à l’élaboration de la doctrine communautaire et à sa diffusion.
La transformation d’entreprises en communautés de travail est prévue si 80 % des salariés réunis en Assemblée générale en approuvent l’idée. La transition doit s’effectuer sous l’autorité du Conseil National Communautaire. Ces projets de loi ne sont pas adoptés.
Le décalage entre les idées de Marcel Barbu et la réalité de la Communauté engendre des tensions. Malgré une profonde amitié, Marcel Barbu et Marcel Mermoz s’opposent quant aux valeurs et à l’approche de la Communauté, le premier ayant une vision chrétienne, le second une vision marxiste. Les deux hommes se brouillent. Marcel Barbu décide de quitter la Communauté en juin 1946, et il est remplacé par Marcel Mermoz. La Communauté prend alors officiellement le nom de Boimondau (BOItiers de MONtres du DAUphiné).

### La Communauté sous la direction de Marcel Mermoz
La Communauté adopte le statut de Société Coopérative Ouvrière de Production (SCOP) à forme communautaire en 1948.
L’esprit communautaire voulu par Marcel Barbu lors de la création de la Communauté s’estompe. Marcel Barbu pensait l’usine comme un élément parmi d’autres dans la Communauté alors que Marcel Mermoz et ses successeurs orientent leur action sur la production arguant qu’aucune réalisation sociale n’est possible sans croissance économique. 
Les activités sociales deviennent un poids difficile à supporter et perdent leur caractère obligatoire. De plus en plus de travailleurs ne souhaitent pas devenir compagnons et ne s’associent donc pas à la Communauté, n’ayant pas à supporter les devoirs mais ne bénéficiant pas des droits inhérents au statut de compagnon.

### Les deux dernières décennies: dépérissement de l’esprit communautaire
En 1951, Marcel Mermoz quitte la Communauté ; Georges Matras, compagnon de la première heure, est élu nouveau chef de Communauté. 
Un fossé se crée entre les personnes soucieuses de poursuivre les activités sociales, les communautaires, et les technocrates voulant privilégier la production. L’esprit communautaire n’y est plus, une profonde défiance s’est installée entre la direction et les employés.  La Règle est suspendue en 1958. 
En 1959, Georges Normand est élu chef de Communauté ; Georges Matras quitte Boimondau. Les relations entre les syndicats et la direction sont également tendues. Georges Normand ne se présente pas pour un nouveau mandat en 1966, et Roland Ludot est élu faute d’autre candidat. Il ne parviendra pas à redonner de l’élan à la Communauté. Boimondau connaît de graves problèmes de gestion. Quand Boimondau ferme en 1971, cela fait plus de 10 ans que la Communauté est administrée par des personnes n’ayant pas les compétences pour diriger une structure de près de 250 personnes. En 1968, la division entre la direction et les employés éclate au grand jour avec une grève d’un mois, ce qui gêne financièrement la Communauté. 
En 1971, les problèmes financiers ne sont pas réglés ; en avril Boimondau est en cessation de paiement. Durant les vacances d’été, le chef de Communauté, Roland Ludot, décide seul de passer une convention avec la Société des Magasins Spécialisés (SMS). Il loue pour un franc symbolique les machines et les stocks et pour mille francs les bâtiments à des acquéreurs spécialisés dans la reprise d’entreprises en faillites. Les dirigeants de la SMS prennent la direction de l’ex-Boimondau et licencient 30 personnes. Les compagnons apprennent cela à leur retour de vacances. Le conseil d’administration porte l’affaire devant le tribunal de commerce de Romans, qui décide de la liquidation des biens le 22 septembre 1971. C’est par cette décision que l’expérience communautaire Boimondau prend fin.
Les repreneurs s’avèrent être peu scrupuleux (déjà condamnés pour infraction à la législation sur les sociétés) et le 12 octobre le tribunal résilie la convention, pour sauvegarder les intérêts des créanciers. 
C’est la fin de Boimondau : le matériel et le fonds de commerce sont rachetés par la Cité Horlogère lors de la liquidation judiciaire.

## L’organisation interne

### La Règle
À partir de la définition d’une morale minimum commune, les compagnons écrivent la Règle en 1943 qui régit toute l’organisation de la Communauté et sert de déclaration d’existence aux autorités. Elle entre en application le 1er janvier 1944. 
Elle prévoit des principes directeurs dont la double confiance qui impose que chaque responsable soit proposé par le supérieur hiérarchique et élu par l’échelon inférieur, ou la règle de l’unanimité dans les prises de décision. 

### L’organisation communautaire
- Assemblée Générale :

Regroupant l’ensemble des compagnons, cet organe essentiel élit le chef de Communauté et fixe les buts de la Communauté.
- Conseil Général :

Il réunit les chefs de service et les membres élus, conseille et contrôle le chef de Communauté.
- Tribunal :

Composé de compagnons il doit régler tous les différends intérieurs à la Communauté. La décision doit être acceptée par l’ensemble des parties : le juge, le plaignant et l’accusé.
- Groupe de quartier :

Il réunit des familles selon leur proximité géographique. C’est le lieu de vie de la Communauté. 
- Conseil des chefs de groupes de quartier :

Il sert de maillon entre le chef de Communauté et les compagnons.
- Assemblée de contact :

Elle établit une liaison entre tous les membres productifs de la Communauté. 
- Commission de contrôle

Les trois membres élus à cette commission ont pour mission le contrôle de la gestion de la Communauté.
Les réunions commencent et finissent par un chant populaire, notamment : La chère maison, le chant de la Communauté.

### Les relations hiérarchiques
Les statuts des personnes 
La Règle prévoit plusieurs statuts au sein de la Communauté, stagiaire puis postulant et enfin compagnon. La famille du compagnon est regroupée sous le statut de familier. 
Le chef de Communauté 
Il est élu par l’Assemblée Générale pour trois ans renouvelables. Il fait appliquer les décisions prises par l’Assemblée Générale. Il propose les règlements, tend à les faire voter en essayant d’obtenir l’unanimité. Il a le pouvoir absolu sur le plan exécutif.

### La rémunération
Au départ, les compagnons touchent tous le même salaire, mais lors de l’élaboration de la Règle, il est décidé d’instituer une rémunération prenant en compte la valeur humaine. Ce système permet de payer les compagnons en fonction de l’ensemble de leurs compétences, que celles-ci soient professionnelles et/ou sociales (culturelles, sportives, familiales ou communautaires). 
La question de la hiérarchie des salaires s’est également posée :
« Si j’ai toujours été opposé à la hiérarchie des salaires, par contre, les ingénieurs des Arts et Métiers n’étaient pas d’accord avec cet écrasement de la hiérarchie. Ceci a amené un ingénieur à demander la convocation de la commission départementale de l’application des conventions collectives qui est prévue par la loi. Finalement, cette commission a porté le coefficient de l’ingénieur à six cents et celui du responsable à neuf cents, ce que j’ai refusé, mais pour l’ingénieur il a été appliqué. » Marcel Mermoz in Institution et restitution d’une communauté. Marc Leray, p. 215, 1977.  

### L’évolution de la répartition du capital
Selon le postulat, aucun compagnon ne possède de part au capital de la Communauté. Le 1er janvier 1944, Marcel Barbu remet le capital, les machines et les locaux à la Communauté dans son ensemble et non en parts divisées entre compagnons. 
Marcel Barbu et Marcel Mermoz s’opposent sur le statut juridique de la Communauté : le premier veut que la Communauté possède les biens en tant que personne morale, Marcel Mermoz souhaite une propriété collective et indivise (se rapprochant du statut des SCOP). Après son départ de la Communauté, Marcel Barbu réclame dix millions de francs d’indemnisation aux compagnons. Ils trouvent un accord pour rembourser l’apport d’origine de Marcel Barbu et cinq millions de francs pour l’aider à réaliser la révolution communautaire.
Lors de l’adoption des statuts de SCOP en 1948, seuls quelques compagnons prennent des parts, le reste appartenant au comité d’entreprise. Les bénéfices sont reversés chaque année au comité d’entreprise qui possède la majeure partie des parts de la Coopérative. Le Comité d’Entreprise et le Conseil d’Administration de la SCOP sont constitués par les membres du Conseil Général, celui-ci étant libre pour administrer la Communauté.

## La vie communautaire
La Communauté est un lieu de vie totale, elle a pour but l’épanouissement de la personne dans son ensemble, la fabrication de boîtiers de montres n’étant qu’un moyen pour accéder à cet épanouissement. Assez rapidement, les compagnons arrivent à se dégager des heures pour réaliser des activités prises sur leur temps de travail. Sur une semaine de quarante huit heures, neuf sont consacrées à celles-ci. 

### Les groupes de quartier
Les réunions de groupes de quartier permettent de lier les compagnons, elles se déroulent chez eux à tour de rôle, dans une ambiance conviviale : c’est le foyer de la vie communautaire. 

### Le journal interne
Le journal de la Communauté « Le Lien » participe également à cet élan.
À l’origine il est créé pour permettre de communiquer entre la ferme de Mourras et Valence, il permet également de rendre compte de la vie quotidienne de la Communauté. Il devient un outil de diffusion des idées communautaires en même temps qu’un lieu de débat, Marcel Barbu et Marcel Mermoz se répondant par articles interposés. 
En 1946 la Communauté publie un numéro spécial du Lien « Des hommes libres » qui est un plaidoyer pour le combat communautaire. Marcel Barbu s’en sert pour répandre ses idées lors de la présentation de ses propositions de loi. 

### Le service social
Un service social est créé. Il est divisé en sections : santé, art et culture, sport et comité de solidarité. Ce dernier propose des prêts aux compagnons en cas d’événements familiaux (mariage, naissance…). Une coopérative de consommation, La CoopMontplaisir est créée. 
Des activités sont prévues pour les familiers. Un ramassage pour le jardin d’enfants est institué. Un centre a été acheté pour leurs vacances : la colonie de Tamié (Savoie), ainsi qu’une maison de repos pour les familles à la Baume-Cornillane (Drôme).

### La vie culturelle
Les compagnons se réunissent aussi à l’occasion de nombreuses fêtes qui jalonnent l’année, la plus importante est la Saint Eloi.
En entrant dans la Communauté, le compagnon s’engage à suivre des cours. Le premier mis en place est le cours de musique : « Un jour, toute la maison [la Communauté] partit faire la fête dans un village (…) Le soir au restaurant, ils « gueulent » les Montagnards. Je leur dis : « On va tout de suite apprendre à chanter mieux pour que les gens qui nous entendent ne nous prennent pas pour une bande de types saouls ». Au bout de vingt minutes, on arrive à reprendre le chant convenablement (…) À partir de ce moment, nous eûmes un cours de musique. » . 
Marcel Barbu cherche également à former des cadres pour diriger la Communauté. Une école de cadre est contactée et quelques compagnons se rendent au cours. Devant leur manque de loquacité, des cours de français sont organisés. Suivront des cours d’histoire, géographie, anglais… 
La bibliothèque est une fierté pour bon nombre de compagnons. Elle est le foyer de la vie intellectuelle de Boimondau. 
En 1956, Boimondau accueille le congrès de Peuple et Culture sur la notion de « culture populaire sur les lieux de travail ». La Communauté est alors au centre du mouvement de l’économie sociale en France.

### Le sport
Si pour la Communauté l’esprit est important, le corps ne doit pas être laissé pour compte. Des cours de culture physique sont décidés. Dès 1947, un terrain de sport est créé à Boimondau, les compagnons font de la gymnastique toutes les semaines. Puis l’offre de sport s’est diversifiée : des équipes de ping-pong, de football, de basket, de volley… ont vu le jour.

### Le contre-effort
Le contre-effort est né d’une conjonction de facteurs pratiques et de la volonté de Marcel Barbu, qui pense que l’homme doit alterner le travail intellectuel et le travail manuel pour s’épanouir. Il a aussi l’idée d’un retour au travail de la terre et de rapprochement entre ouvriers et paysans. Le contre-effort fait partie pleinement des activités de la Communauté, il est rémunéré comme une activité de production. 
Durant la guerre, le bois de chauffage manque, Marcel Barbu achète des coupes de bois et les compagnons vont bûcheronner sur le plateau du Vercors, le contre-effort débute ainsi.
Puis face aux problèmes de ravitaillement Marcel Barbu achète la ferme de Mourras. Les terres sont ingrates, les bâtiments et le matériel sont en mauvais état. La Communauté restaure les bâtiments, en construit de nouveaux, cultive les terres et élève des animaux. Après la vente de la ferme, le contre-effort se traduit par des travaux sociaux (constructions d’équipements, cantine…). 
Toutes ces activités font la vie de la Communauté, mais après le départ de Marcel Mermoz les dirigeants sont moins impliqués. Le service social représente un poids financier trop important pour Boimondau, ses moyens s’amenuisent. Les jeunes entrant à Boimondau sont moins sensibles aux aspects sociaux et culturels de la Communauté et se désintéressent des activités. Délaissant les fondements humanistes de la Communauté, Boimondau met la production au premier plan.

## La production

### La fabrication de boîtiers de montres
C’est sur des machines amenées de Besançon par Marcel Barbu que les premiers compagnons assurent la production. Très vite, celle-ci augmente, les commandes sont nombreuses et les marges bénéficiaires sont importantes, le chiffre d’affaires progresse. Cela permet d’acheter un nouvel outillage plus performant. La fabrication de boîtiers de montres est une industrie de pointe. L’organisation de la production qui en découle est une spécialisation des postes. Marcel Barbu attache une grande importance à la qualité ce qui fera la renommée de Boimondau. L’après-guerre est une période faste pour l’industrie horlogère, Boimondau se développe et le nombre de salariés augmente.
Quand Marcel Mermoz arrive à la tête de la Communauté, il tente de rationaliser le fonctionnement (système Bedaux, processus de production), ce qui conduit à une hausse des cadences et de la production. Celle-ci augmente jusqu’en 1959, date à laquelle elle stagne jusqu’au dépôt de bilan de Boimondau. 

### La formation professionnelle
Marcel Barbu engage des hommes jeunes n’ayant pas de formation dans les métiers de l’horlogerie. Il forme les premiers compagnons qui a leur tour formeront les nouveaux. 
« Deux mois après l’ouverture de l’atelier, on sortait des produits finis. Notre personnel était recruté dans tous les corps de métiers : plâtriers, saucissonniers, (sic) coiffeurs, garçons de café ; de tout, sauf des mécaniciens de précision. C’était d’ailleurs bien simple : il n’y en avait pas.» Marcel Barbu in La Communauté Boimondau. L-J Lebret, H-Ch Desroches, p. 5, 1947.
La formation professionnelle est un élément essentiel de l’organisation du travail dans la Communauté. Cet atout créé des difficultés car la Communauté ne peut proposer suffisamment de postes qualifiés ou d’encadrements. Certains compagnons vont chercher du travail dans les entreprises avoisinantes, notamment Crouzet, qui embauchent de nombreux compagnons, reconnaissant la qualité de leur formation. Les bons éléments quittent la Communauté.

### Innovations techniques
Marcel Barbu dépose plusieurs brevets ce qui fait de Boimondau la première entreprise française à produire des boîtiers de montres étanches. Cet avantage permet à Boimondau de vendre ses boîtiers de montres avec une marge confortable avant que la concurrence française intègre le procédé de l’étanchéité dans sa fabrication. Boimondau dépose d’autres brevets pour l’outillage. De nouveaux procédés sont mis au point afin de limiter le temps d’usinage.

### Stratégie commerciale
Pendant la guerre, la production de la Communauté est destinée principalement à Lip, ce qui lui assure un débouché sûr et nécessite une qualité constante. Au sortir de la guerre, elle est prospère, mais la crise de 1948 la rattrape. Les exportations sont plus difficiles, la concurrence suisse arrive en France. 
Cette crise touche durement la Communauté et lui montre que dans le secteur de l’horlogerie l’innovation est très importante. Elle lance une série de nouveaux modèles  et recourt à la publicité vantant les mérites de ses montres étanches. Elle développe un service commercial afin de lui ouvrir de nouveaux débouchés notamment à l’export.

## Boimondau et le mouvement communautaire
Dès la création de la Communauté, les compagnons cherchent à diffuser leurs idées et à essaimer des communautés. Valence fut le centre du mouvement.

### À Besançon
Marcel Barbu possède une usine de boîtiers de montres à Besançon créée en 1936 dont les bénéfices permettent de financer le projet de la future Communauté Boimondau. En novembre 1943, il envoie des compagnons diffuser les idées communautaires dans cette usine qui deviendra alors la Communauté de travail du Bélier. 

### Le mouvement communautaire
Les compagnons élaborent un projet qui dépasse la Communauté et qui prévoit plusieurs niveaux de structure communautaire. 
Marcel Barbu créé le Rassemblement Communautaire Français (RCF) qui lui permet de diffuser ses idées plus largement. Ce mouvement rassemble des sympathisants de la cause communautaire. Des divergences politiques et philosophiques apparaissent. Boimondau, la plus grande communauté existante, refuse d’y adhérer (même si la plupart des compagnons adhèrent personnellement). Le RCF est dissous en octobre 1947 et laisse place à l’Entente Communautaire qui fédère les communautés de travail existantes et qui reprend le journal du RCF « Communauté ». L’Entente a regroupé jusqu’à quarante quatre communautés de travail.

### La Cité Donguy-Hermann
Une fois parti de Boimondau, Marcel Barbu achète la propriété de Miollis pour créer le deuxième échelon de l’ordre communautaire : la cité. Il fonde la Cité Donguy-Hermann, qui regroupe quatre communautés de travail : le Sillon (boîtier d’or), Mécahor (mécanique), Commadau (bâtiment) et  Codastra (administratif). La Cité Donguy-Hermann a pour rôle de rassembler les moyens matériels et financiers des communautés. Boimondau n’adhère pas à celle-ci. En 1949, constat d’échec, les commandes ne sont pas honorées, les dettes s’accumulent, la Cité cesse ses activités.

### La Cité Horlogère
En 1950 la Cité Horlogère est créée dans les mêmes locaux que la Cité Donguy-Hermann grâce aux efforts conjugués de Marcel Mermoz et du Centre d’Orientation Social des Etrangers. Cette Cité accueille une école d’horlogerie, et quatre communautés de travail : Centralor (boîtiers or et bijouterie), Cadreclair (cadrans d’horlogerie), Rhonex (montres), Scomeca (outillage). Des services communs sont organisés, les services comptables, commerciaux, le comité interentreprises, afin de mutualiser les moyens. La Cité est aussi lieu de vie où certains compagnons sont logés ce qui renforce l’esprit communautaire.

### Le Foyer Dauphinois
Le 5 mai 1948, Marcel Barbu crée le Foyer Dauphinois, coopérative d’habitation à bon marché, dont le siège est à la Cité Donguy-Hermann. Ses objectifs sont l’accession à la propriété. La coopérative offre des facilités de paiement et acquiert des terrains afin de permettre à ses souscripteurs de construire leur habitation. À la suite de l’échec de la Cité Donguy-Hermann, la coopérative n’a pas pu concrétiser de projets. 
En 1949, les compagnons de Boimondau reprennent le Foyer Dauphinois qui a permis à bon nombre d’entre eux d’accéder à la propriété. Ce système d’acquisition d’habitations à bon marché est aussi ouvert aux personnes hors communautés. Certaines habitations sont construites selon la méthode « Castor » qui permet aux souscripteurs de participer aux travaux afin de limiter le coût des constructions. 

### L’empreinte de Boimondau
Bien que fermée en 1971, Boimondau reste présent dans la mémoire ouvrière valentinoise. Marcel Mermoz, qui restera dans la mouvance communautaire jusqu’à la fin de sa vie, relate son expérience dans un livre en 1978. Le foisonnement d’initiatives laisse des traces. Le ciné-club de Boimondau devint le ciné-club de la ville, les maisons « Castor » sont toujours visibles dans le quartier du Petit Charran. La dernière communauté à Valence, Cadreclair, ferme en 1982. Le combat des Lip à Besançon, par son côté autogestionnaire et le slogan « on fabrique, on vend, on se paie » s’inscrit dans une continuité d’idées communautaires. Enfin, l’Association des Compagnons et Amis des Communautés de Travail Autogérées a continué d’exister jusqu’en 2007.